# Oberschönhagen
Oberschönhagen is een plaats in de Duitse gemeente Detmold, deelstaat Noordrijn-Westfalen, en telt 64 inwoners (2006).